# NGC 664
NGC 664 è una galassia a spirale situata nella costellazione dei Pesci, a una distanza di circa 247 milioni di anni luce dalla nostra Via Lattea.

## Scoperta
NGC 664 è stata scoperta il 24 settembre 1830 dall'astronomo britannico John Herschel.

## Descrizione
NGC 664 ha una classe di luminosità II e presenta una larga riga a 21 cm dell'idrogeno neutro.

## Supernove
Tre supernove sono state scoperte all'interno di NGC 664: SN 1996bw, SN 1997W e SN 1999eb.

### SN 1996bw
Questa supernova è stata scoperta il 30 novembre 1996 da W. Li, Q. Qiao, Y. Qiu e J. Hu nel corso della campagna osservativa del Beijing Astronomical Observatory (BAO). La supernova è stata classificata di  tipo II.

### SN 1997W
Questa supernova è stata scoperta il 2 febbraio 1997 dagli astronomi del gruppo Cfa del Harvard-Smithsonian Center for Astrophysics. La supernova è stata classificata di  tipo II.

### SN 1999ab
Questa supernova è stata scoperta il 2 ottobre 1999 da M. Modjaz e W. D. Li nel corso del programma congiunto LOSS/KAIT (Lick Observatory Supernova Search dell'Osservatorio Lick e The Katzman Automatic Imaging Telescope dell'Università della California - Berkeley.